# 宮城県道・山形県道62号仙台山寺線
宮城県道・山形県道62号仙台山寺線（みやぎけんどう・やまがたけんどう62ごう せんだいやまでらせん）は、宮城県仙台市太白区と山形県山形市とを結ぶ県道（主要地方道）である。

## 概要
仙台市太白区の茂庭地区を起点とし、宮城県内で宿泊客数最大の観光地である仙台市の「秋保温泉」を経由して山形県内の主要観光地である山形市の「立石寺」（山寺）とを結ぶ主要地方道。
仙台市と山形市は隣接しているものの、両市を直接結ぶ路線はこの路線が唯一である。しかし、県境区間は県道としては未供用区間であり、二口林道を挟んで分断される形となっている。
起点から赤石橋までの区間はかつての国道286号であり、そのことを示す道路標識も一部残存している。
宮城県側は一貫して名取川を遡るルートを取り、沿線には秋保温泉や秋保大滝などの観光地が多く所在している。山形県側は山寺駅入口から林道入口まで3kmほどしかなく、ほぼ1車線である。

### 路線データ
- 実延長（宮城県側）：26.9420 km[2]
- 起点：宮城県仙台市太白区茂庭川添東
- 終点：山形県山形市山寺（山寺駅入口）

### 通行不能区間
- 実延長：3.5km[4]
- 起点：宮城県仙台市太白区秋保町馬場（二口峠展望台）
- 終点：山形県山形市山寺（二口林道分岐点）

　※二口林道で迂回可能。

### 未供用区間
- 宮城県仙台市太白区秋保町馬場本小屋（仙台市秋保ビジターセンター入口）～秋保町馬場（二口峠展望台）

　※上述の通り二口林道で通過可能である。

## 歴史
- 1958年（昭和33年）3月31日 - 宮城県側が一般県道37号「仙台山寺線」として県道に認定される。[5]
- 1989年（平成元年）4月1日 - 仙台市の政令指定都市移行に伴い、管理が宮城県から仙台市に移管される。
- 1993年（平成5年）
  - 5月11日 - 建設省から、県道仙台山寺線が仙台山寺線として主要地方道に指定される[6]。
  - 10月19日 - 宮城県側で県道番号が決定[7]され、従前の一般県道37号から、県道62号に変更される。（12月1日より施行）

## 路線状況

### 重複区間
- 国道457号：仙台市太白区秋保町長袋町 - 仙台市太白区秋保町長袋・秋保中学校前交差点

### 交通量[8]
令和３年度・12時間交通量
- 仙台市太白区秋保町湯元湯向西 - 3,969台

## 地理

### 通過する自治体
- 宮城県
  - 仙台市（太白区）
- 山形県
  - 山形市

### 交差する道路
- 国道286号（起点）
- 宮城県道131号秋保温泉線・宮城県道160号秋保温泉川崎線（仙台市太白区秋保町湯元）
- 宮城県道132号秋保温泉愛子線（仙台市太白区秋保町湯元）
- 国道457号（仙台市太白区秋保町長袋町）
- 国道457号（仙台市太白区秋保町長袋）
（未供用区間（二口林道））
- 山形県道19号山形山寺線（終点）

### 沿線の施設など
- 秋保温泉
- 仙台万華鏡美術館
- 磊々峡
- 仙台市立湯元小学校
- 秋保森林スポーツ公園
- 仙台市立秋保小学校
- 秋保郵便局
- 仙台市立秋保中学校
- 秋保神社
- 仙台市立馬場小学校
- 秋保大滝
- 秋保ビジターセンター
- 山寺 後藤美術館
- 山寺芭蕉記念館
- 立石寺